# Кара Осман
Кара Осман (*бл. 1350 — 1435) — бей Ак-Коюнлу в 1389—1435 роках (фактично з 1396 року, повноцінно з 1403 року). Повне ім'я Баха ад-Дін Кара Юлук Осман.

## Життєпис
Син Фахраддін Кутлуг-бея, вождя Ак-Коюнлу, та Марії, доньки Олексія III, імператора Трапезундської імперії. Народився близько 1350 року в східній частині Малої Азії. Після смерті батька у 1389 році очолив Ак-Коюнлу. Втім, того ж року зазнав поразки від Кара-Коюнлу й вимушений був разом з племенем відкочувати на південь. Тут вів війни проти місцевих бейліків та курдських беїв. Змушений розділити владу з братами Ахмадом та Пір-Алі Баяндуром. При цьому Ахмад став головним беєм.
З 1390 року разом з братами починає війну проти бейліка Ерітна, де тоді захопив владу Каді Бурхан ад-Дін. Він діяв разом з братами Кара Османа — Ахмадом і Пір-Алі. У 1496 році фактичну владу в Ак-Коюнлу захопив Ахмад. Війна з Бурхан-ад-діном тривала до 1398, коли війська Кара Османа у битві при Карабелі (за іншою версією Харпуті) завдали суперникові нищівної поразки. Слідом за цим розділив владу з Ахмадом. Водночас Кара Осман стає одним з найвірніших союзників Тимура, аміра Чагатайського улусу, у війнах проти Джалаїрського султанату й держави Кара-Коюнлу.
У 1400 році брав участь у поході Тимура проти османської держави. Того ж року разом з Мутаххартаном, еміром Ерзінджана, очолив облогу міста Сівас, який було захоплено, а 4 тис. людей страчено. Потім захоплено міста Малатія та Ельбістан. У битві при Анкарі у 1402 році проти султана Баязида I Кара Осман звитяжив на лівому фланзі війська. В нагороду за успішні дії проти османських військ отримав у володіння місто Діярбакир з областю. 1403 року влаштував вбивство брата Ахмада, після чого об'єднав усіх Ак-Коюнлу.
У 1406 році розпочав нову боротьбу проти Кара-Коюнлу, які відновили свою потугу. У 1407 році намагався захопити Мосул, проте невдало. Але вже у 1480 році Кара Осман зайняв важливе місто Урфа в Месопотамії. У 1409 році у битві при Мардіні зазнав поразки від Кара-Коюнлу на чолі з беєм Кара Юсуфом. В результаті вимушений був відступити до Діярбакіра, який залишився у його владі.
Протягом 1410-х років відновлював потугу держави. Також вступив у союз з Увайсом II, джалаїрським султаном. У 1417 році завдав поразки Кара Юсуфу, але вже у 1418 році Кара Османа було розбито військами Кара-Коюнлу. У 1420 році виступив на боці Шахрух Мірзи, що воював з Кара Іскандером. Після поразки останнього у 1421 році син Кара Османа — Алі — отримав посаду намісника Азербайджану. Але Кара Осман не зміг тут закріпитися. Війна з Кара-Коюнлу тривала протягом 1420-х років.
Після нової поразки у 1430 році Кара Іскандера від Шахруха, Кара Осман зумів захопити важливе місто Мардін. Згодом підтримував братів Кара Іскандера проти нього, намагаючись розширити свої володіння. У 1435 році уклав союз з ширваншахом Халілулла I проти Кара Іскандера. Їхні війська рушили проти Кара-Коюнлу, але в битві при Ерзурумі зазнали нищівної поразки, а Кара Осман загинув. Його владу в Діярбакирі перебрав син Алі.